# Alive (minialbum)
Alive (także 5th Mini Album) – piąty koreański minialbum południowokoreańskiej grupy Big Bang, wydany 29 lutego 2012 roku przez YG Entertainment. Album sprzedał się w liczbie 278 031 egzemplarzy w Korei Południowej (stan na 2016 rok).
Członkowie Big Bangu, G-Dragon i T.O.P napisali muzykę i słowa prawie wszystkich utworów z płyty. Minialbum promowały trzy single „Blue”, „Fantastic Baby” i „Bad Boy”.
Minialbum został poszerzony o kilka utworów i wydany ponownie 6 czerwca 2012 roku pod tytułem Special Edition: Still Alive. Album sprzedał się w liczbie 171 957 egzemplarzy w Korei Południowej (stan na 2016 rok). Minialbum promował singel „Monster”. Obie wersje EP i ich single osiągnęły sukces na rankingach krajowych w Korei Południowej.

## Odbiór
Teledysk do utworu „Fantastic Baby” zostało najczęściej wyświetlanym k-popowym teledyskiem w serwisie YouTube w 2012 roku, a z marcem 2014 roku miał ponad 100 milionów odsłon. Big Bang został pierwszym koreańskim boysbandem, który tego dokonał. Została także opisana w brytyjskiej gazecie „The Guardian”.
Na początku w 2015 roku „Fantastic Baby” pokonał „Gee” i został jednym z pięciu najczęściej oglądanych K-popowych teledysków. W styczniu 2016 roku teledysk osiągnął 200 mln odsłon na YouTube.
Stacja Arirang TV nazwała piosenkę jednym z „mega hitów” Big Bangu. Kevin Perry z brytyjskiego magazynu „NME” napisał, że teledysk ukazał członków boysbandu noszących ekstrawaganckie kostiumy, a „boom shakalaka” w refrenie przypomina słuchaczom muzykę zespołu Sly and the Family Stone. „The Daily Telegraph” polecił swoim czytelnikom, aby przesłuchali „Fantastic Baby”, „którego teledysk konkuruje z Lady Gagą pod względem modowej ekscentryczności i przesady”. „Vancouver Sun” napisał, że utwór „jest bez wątpienia jednym z najbardziej kolorowych i zakręconych popowych teledysków (...), łączy stylu sztuki RPG, rynsztunku, elementy steampunku i ulicznego popu”. „Billboard” uznał piosenkę za „pierwszą, która przekroczyła granice międzynarodowe ze swoim ówcześnie przełomowym stylem EDM”.

## Lista utworów
| Nr | Tytuł                                                       | Słowa                  | Kompozycja                 | Aranżacja            | Czas |
| -- | ----------------------------------------------------------- | ---------------------- | -------------------------- | -------------------- | ---- |
| 1. | "Intro (Alive)"                                             | G-Dragon, Teddy, T.O.P | Dee.P, G-Dragon, Teddy     | Dee.P                | 0:48 |
| 2. | "Blue"                                                      | G-Dragon, Teddy, T.O.P | Teddy, G-Dragon            | Teddy                | 3:53 |
| 3. | "Sarangmeonji (Love Dust)" (kor. 사랑먼지 (Love Dust))      | G-Dragon, Teddy, T.O.P | G-Dragon, Teddy            | Teddy                | 3:52 |
| 4. | "Bad Boy"                                                   | G-Dragon, T.O.P        | G-Dragon, Choice37         | Choice37             | 3:57 |
| 5. | "Jaemieobseo (Ain't No Fun)" (kor. 재미없어 (Ain't No Fun)) | G-Dragon, T.O.P        | G-Dragon, D.J Murf, Peejay | D.J Murf, Peejay     | 3:42 |
| 6. | "Fantastic Baby"                                            | G-Dragon, T.O.P, Teddy | G-Dragon, Teddy            | Teddy                | 3:51 |
| 7. | "Nalgae (Wings)" (kor. 날개 (Wings)) (Daesung solo)         | G-Dragon, Daesung      | G-Dragon, Choi Pil-kang    | Choi Pil-kang, Dee.P | 3:43 |

### Special Edition
| Nr | Tytuł                                                  | Słowa                  | Kompozycja                               | Aranżacja                      | Czas |
| -- | ------------------------------------------------------ | ---------------------- | ---------------------------------------- | ------------------------------ | ---- |
| 1. | "Still Alive"                                          | G-Dragon, Teddy, T.O.P | Dee.P, G-Dragon, Teddy                   | Dee.P                          | 3:18 |
| 2. | "Monster"                                              | G-Dragon, T.O.P        | G-Dragon, Choi Pil-kang                  | Choi Pil-kang, Dee.P           | 3:51 |
| 3. | "Feeling"                                              | G-Dragon, T.O.P        | Boys Noize, G-Dragon, T.O.P              | Boys Noize                     | 3:35 |
| 4. | "Fantastic Baby"                                       | G-Dragon, T.O.P        | Teddy, G-Dragon                          | Teddy                          | 3:52 |
| 5. | "Bad Boy"                                              | G-Dragon, T.O.P        | G-Dragon, Choice37                       | Choice37                       | 3:58 |
| 6. | "Blue"                                                 | G-Dragon, Teddy, T.O.P | Teddy, G-Dragon                          | Teddy                          | 3:55 |
| 7. | "Bingle Bingle" (kor. 빙글빙글 Binggeul Binggeul)      | G-Dragon, T.O.P        | Teddy, G-Dragon, Seo Won-jin             | Teddy, Seo Won-jin             | 3:00 |
| 8. | "Ego"                                                  | G-Dragon, T.O.P        | G-Dragon, Ham Seung-cheon, Kang Wook-jin | Ham Seung-cheon, Kang Wook-jin | 3:25 |
| 9. | "Sarangmeonji (Love Dust)" (kor. 사랑먼지 (Love Dust)) | G-Dragon, Teddy, T.O.P | G-Dragon, Teddy                          | Teddy                          | 3:51 |

## Notowania
| Lista (2012 r.)              | Najwyższa pozycja |
| ---------------------------- | ----------------- |
| Oricon Weekly Album Chart    | 6                 |
| Oricon Monthly Album Chart   | 33                |
| Gaon Weekly Album Chart      | 1                 |
| Gaon Monthly Album Chart     | 1                 |
| Gaon Yearly Album Chart      | 2                 |
| G-Music Combo Chart (Tajwan) | 1                 |
| Billboard 200                | 150               |
| Billboard Heatseekers Albums | 4                 |
| Billboard Independent Albums | 22                |
| Billboard World Albums       | 4                 |

| Lista                          | Najwyższa pozycja |
| ------------------------------ | ----------------- |
| Gaon Weekly Album Chart        | 1                 |
| Gaon Monthly Album Chart       | 1                 |
| Gaon Yearly Album Chart (2012) | 6                 |
| G-Music Combo Chart (Tajwan)   | 2                 |
| Gaon Yearly Album Chart (2013) | 90                |

## Sprzedaż
| Kraj                          | Ilość                                                                    |
| ----------------------------- | ------------------------------------------------------------------------ |
| Korea Południowa (Gaon Chart) | 266 848 (2012) 6084 (2013) 1645 (2014) 2231 (2015) 1223 (2016) = 278 031 |
| Japonia (Oricon)              | 26 914                                                                   |
| Stany Zjednoczone (Billboard) | 4100+                                                                    |
| Tajwan                        | 35 000+                                                                  |

| Kraj                          | Ilość                                                                      |
| ----------------------------- | -------------------------------------------------------------------------- |
| Korea Południowa (Gaon Chart) | 148 030 (2012) 15 610 (2013) 4411 (2014) 1743 (2015) 2163 (2016) = 171 957 |
| Japonia (Oricon)              | 9000+                                                                      |
| Tajwan                        | 20 000+                                                                    |